# Marokkaanse gemeenschap in België
De Marokkaanse gemeenschap in België bestaat uit in België levende Marokkanen en Belgen van Marokkaanse afkomst. De Marokkaanse Belgen, of Belgo-Marokkanen vormen een van de grootste migrantengroepen in het land (minstens 700.000 leden), maar hun exacte aantal is onbekend omdat België geen etnische statistieken verzamelt. 
Tijdens het interbellum kwamen kleine aantallen Marokkanen uit Frankrijk naar België, maar de grootschalige migratie begon vanaf de jaren 1960. De mijn- en industriesector had veel arbeidskrachten nodig waarin de autochtone bevolking niet kon voorzien. Marokkanen werden daarom als gastarbeiders naar België gehaald. Na de oliecrisis van 1973 stopte deze rekrutering. De Marokkaanse gemeenschap blijft groeien door gezinshereniging en natuurlijke groei.
Ze wonen grotendeels geconcentreerd in enkele gemeenten: bijna de helft in Brussel, maar ook in Antwerpen, Vilvoorde en Mechelen. De overgrote meerderheid van de Marokkaanse Belgen bezit de Belgische nationaliteit waarbij een kleine meerderheid in België is geboren. Bijna alle Belgo-Marokkanen identificeren zich meer of minder met België, hoewel de graad van deze identificatie varieert.

## Geschiedenis

### Marokkaanse soldaten tijdens WOI
Tijdens de Eerste Wereldoorlog vochten 30.000 soldaten uit Frans-Marokko in Franse dienst. Vanaf november 1914 werden onderdelen van de Marokkaanse Divisie ook in België ingezet. Zo streed de tweede brigade aan het kanaal Ieper-IJzer en het 7e RMT bij Hill 60 in Zinnebeke en daarna op de rechteroever van de IJzer bij Lombaardzijde en Nieuwpoort. De gesneuvelde Marokkaanse soldaten liggen verspreid over de begraafplaatsen voor Fransen.

### Interbellum
In de jaren twintig kwam er een eerste migratie van Maghrebijnse arbeiders naar België. Een groot deel van de Maghreb behoorde toen tot het Franse koloniale rijk van waaruit arbeiders in Frankrijk kwamen werken. Sommigen staken de grens over naar België omdat de mijnindustrie na de Eerste Wereldoorlog in volle groei en heropbouw was. Autochtone Belgen wilden dat soort werk steeds minder doen en vakbonden probeerden de arbeidsvoorwaarden te verbeteren, maar werkgevers opteerden voor buitenlandse arbeidskrachten: Polen, Joegoslaven, Tsjechen, Russen en ook Maghrebijnen. Deze laatsten werden meestal in (vooral Noord-)Frankrijk gerekruteerd hoewel de export van Maghrebijnse arbeiders naar België volgens de Franse wet verboden was.
In november 1923 stonden 3.651 Maghrebijnen ingeschreven en in 1927 waren het er 23.070. 60% van hen waren afkomstig uit Algerije en kleine aantallen uit Tunesië en Tripolitanië. Ongeveer 33% waren Marokkanen, waarvan meer dan 70% uit Souss, een onvruchtbare regio die tevens hard onder de Franse kolonisatie leed. De migranten werkten vooral in de mijnen van de Borinage en de streek rond Luik. De migratie was groot genoeg dat België en Marokko in 1930 een eerste bilateraal akkoord sloten over de vergoedingen bij werkongevallen. Er werd toen geschat dat dit verdrag 6000 mensen betrof.
De gastarbeiders probeerden zo snel mogelijk veel geld te verdienen en vertrokken dan naar een andere plaats in België, terug naar Frankrijk, of naar hun geboorteland. Velen probeerden het werk in de mijnen te combineren met een landbouwbestaan in hun thuisland. Het waren dan ook uitsluitend mannen die emigreerden. 21% van de getrouwde Marokkaanse migranten lieten hun echtgenote thuis omdat de dorpstraditie hen verbood hun man te volgen. Hierin onderscheidden de Maghrebijnen zich van de andere nationaliteiten zoals Italianen en Polen van wie een klein deel hun familie wel meenam. Van de Marokkaanse arbeiders reisde minder dan 30% in groep en dus voor het merendeel helemaal alleen. Hierdoor waren ze erg mobiel. De vreemdelingenregisters van Châtelineau tonen aan dat Maghrebijnse arbeiders tussen 1920 en 1932 er gemiddeld slechts 6,5 maanden bleven en de helft minder dan acht maanden. Hun aantal in België was daardoor sterk afhankelijk van de economie. Bij hoogconjunctuur werden ze aangeworven en bij recessie uitgewezen. De Marokkaanse aanwezigheid in België in het interbellum kende daarom vier fasen: tussen 1920 en 1923 groeide de economie en bijgevolg ook het aantal gastarbeiders; tussen 1923 en 1926 stagneerde en daalde hun aantal; in 1929 was er een nieuwe migratiepiek door de heropleving van de economie en na de beurskrach en de daaropvolgende depressie verdwijnen bijna alle Maghrebijnen uit België. Weinigen vestigden zich permanent: van de 1.993 immigranten die tussen 1920 en 1932 toekwamen in Châtelineau trouwden er maar vijf met een Belgische.
De Maghrebijnen waren veelal laagopgeleid – minder dan 20% kon handtekenen – waardoor ze vaak werden ingezet voor het zwaarste en gevaarlijkste werk. Ze kregen een lager dagloon (21-25 BEF) dan hun autochtone collega's (28-30 BEF), hoewel ze meer overuren deden. Ze verbleven in weinig hygiënische huurwoningen zonder comfort. Zo stierven in 1925 in Châtelet vier Maghrebijnen aan verstikking in zo een krot. Uit vrees voor uitwijzing durfden velen zich niet tot een vakbond wenden en werden soms ingezet als stakingsbrekers.
De autochtonen keken neer op de immigranten. Ze werden beschimpt als Saracenen. In een vakbondsverslag uit 1924 wordt over hen geschreven: "Ze hebben deplorabele zeden. Ze zijn altijd vuil, slecht gewassen, slecht gekleed. Het zijn vurige, oneerlijke, jaloerse en verraderlijke individuen die altijd ergens een mes verstopt hebben dat ze zonder te twijfelen gebruiken tijdens schermutselingen die ze vaak zelf uitlokken. De autochtonen staan hen absoluut vijandig tegenover." De migranten hadden dan weer, ook door hun gebrekkige kennis van het Frans, weinig contact met de autochtone bevolking.

### Marokkaanse soldaten tijdens WOII

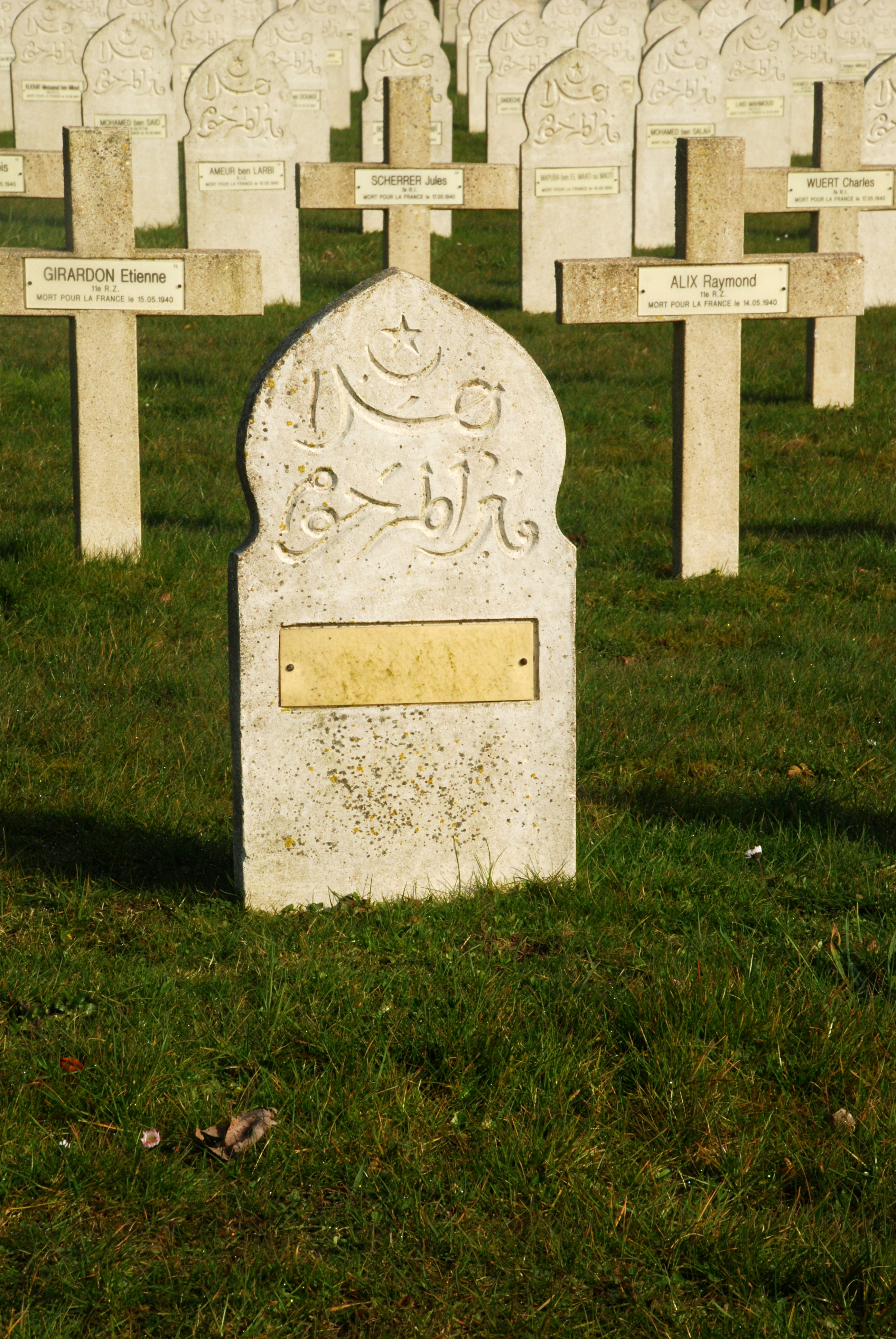
islamitisch graf op de militaire begraafplaats van Chastre

Tijdens de Tweede Wereldoorlog vertrokken velen van de overgebleven arbeiders terug naar hun vaderland. Tegelijk vochten wederom Marokkaanse soldaten in dienst van het Franse leger in België. Al bij het begin van de Duitse invasie op 10 mei 1940 waren Marokkaanse soldaten in België. De Franse cavalerie, waaronder ook Marokkaanse spahis, trok de Ardennen in om verkenning uit te voeren en tijd te winnen voor de rest van het leger.
Enkele dagen later deed de Eerste Marokkaanse divisie (vooral uit mannen uit Marrakesh en Meknes) mee aan de Slag om Gembloers. Dit was een (succesvolle) poging de Duitse opmars door het zogenaamde 'gat van Gembloers' te stoppen. Het was de enige Duitse nederlaag in mei 1940, die echter uiteindelijk niets opleverde voor de geallieerden door de Duitse doorbraak in de Ardennen. Tussen 14 en 15 mei verloren de Marokkaanse tirailleur-regimenten twintig tot vijftig procent van hun manschappen. Zij zijn begraven op de Franse militaire begraafplaats van Chastre; tussen de kruisen staan 340 witte zuilen met Arabische inscripties (zie rechts). De film La Couleur du sacrifice gaat over deze soldaten en de Slag om Gembloers.

### Gastarbeiders na WOII
Na de Tweede Wereldoorlog groeide de Belgische economie erg snel en de arbeidersbehoefte (vooral in de mijnsector) dus ook. De jaren tussen 1948 en 1974 worden daarom de Trente Glorieuses genoemd. Tijdens deze 'gouden dertig jaar' kon de eigen bevolking niet instaan voor deze arbeid net zomin als de buurlanden die een gelijkaardige evolutie doormaakten. Daarom sloot België in 1946 een overeenkomst met Italië voor het ronselen van mijnwerkers (zie Italiaanse gemeenschap in België). Na de mijnramp van Marcinelle (1956), waarbij 136 Italianen omkwamen, besloot de Italiaanse regering deze immigratie stop te zetten. België sloot daarop overeenkomsten met Spanje (1956) en Griekenland (1957) en later ook met Marokko.
In deze periode had Marokko het economisch, sociaal en politiek moeilijk. De bevolking groeide terwijl de stagnerende economie deze mensen niet van werk kon voorzien en de landbouw kon niet genoeg voedsel produceren om ze te voeden. Ook vond de Marokkaanse overheid het niet erg leden van de (vaak opstandige) Berbers-talige minderheden te zien vertrekken.
Op 18 februari 1964 sloot België uiteindelijk ook een overeenkomst met Marokko. Op dat moment waren er al Marokkaanse gastarbeiders in België. De vraag naar mijnwerkers was zo groot dat men de wettelijke voorschriften bewust negeerde. Veel arbeiders kwamen bijvoorbeeld met een toeristenvisum naar België en werden pas later geregulariseerd. De overeenkomst was voornamelijk bedoeld om deze bestaande 'spontane migratie' te regulariseren. Dit lukte niet omdat de procedures bijzonder arbeidsintensief bleken. De spontane migratie bleef, maar er kwamen daarenboven tienduizenden Marokkanen naar België. In 1960 waren 461 Marokkanen geregistreerd in België; in 1974 waren het er 40.000. (Ook natuurlijke bevolkingsgroei speelde hierin mee. In 1971 was al ongeveer 20% van de in België wonende Marokkanen daar geboren.)
De Belgische overheid moedigde deze mensen ook aan hun gezinnen over te brengen. Zo wou men de arbeiders binden aan de streek. De industrie- en mijnsector in de buurlanden bood immers betere lonen en lokte zo arbeiders weg. Ook was men zich toen al bewust van de demografische gevolgen van de (vooral in Wallonië) dalende geboortecijfers. Met immigratie wilde men deze tegengaan. Artikel 13 van het in 1964 ondertekende verdrag bepaalde dan ook dat een gastarbeider die minstens drie maanden in België gewerkt had en over geschikte huisvesting beschikte zijn vrouw en minderjarige kinderen mocht laten overkomen. Een later koninklijk besluit bepaalde zelfs dat de overheid de helft van de reiskosten van deze personen kon overnemen, op voorwaarde dat het gezin al minstens drie minderjarige kinderen telde.

### Einde van de arbeidsmigratie
Vanaf de jaren zeventig ging het slechter met de Belgische economie. Door de eerste oliecrisis stokte de economie en nam het aantal werkelozen toe. De overheid maakte een einde aan de politiek van arbeidsmigratie en begon de buitengrenzen te sluiten. Veel illegale arbeiders die zich al op het Belgisch grondgebied bevonden, lieten zich daarop nog snel regulariseren. De beslissing om de grenzen te sluiten verschijnt daarom in de statistieken als een immigratiepiek in de jaren 1974 en 1975.
In de eerste helft van de jaren tachtig daalde de jaarlijkse immigratie van Marokkanen geleidelijk, van 5.390 in 1979 naar 1.775 in 1986. Ook de immigratie door gezinshereniging nam in deze periode af. Na 1985 begon ze echter weer toe te nemen. Ze heeft dan echter een andere karakter. Voordien betrof gezinshereniging vooral vrouwen die kwamen trouwen met de oorspronkelijke gastarbeiders (of al met hen getrouwd waren). Na 1985 gaat het steeds meer om vrouwen die komen trouwen met leden van de tweede generatie.

## Demografie

### Aantal
Doordat België (in tegenstelling tot bijvoorbeeld Nederland) geen etnische statistieken verzamelt, is het exacte aantal Marokkanen in België onbekend. Schattingen kunnen sterk uiteenlopen, ook door de verschillende manieren om "persoon van Marokkaanse afkomst" te definiëren. Naar schatting woonden in 2012 ongeveer 86.000 mensen met de Marokkaanse nationaliteit in België; ongeveer 210.000 mensen hadden toen de Belgische nationaliteit, maar waren geboren met de Marokkaanse en 133.000 waren geboren met de Belgische, maar hadden minstens één ouder die met de Marokkaanse nationaliteit is geboren. In totaal waren er dus ongeveer 437.000 mensen van Marokkaanse afkomst wettig in België in 2012. De daadwerkelijke populatie is wellicht nog iets groter. De schatting houdt immers geen rekening met de paar duizend mensen die illegaal in België verblijven en de paar honderd asielzoekers wiens procedure nog loopt.

### Geografische spreiding

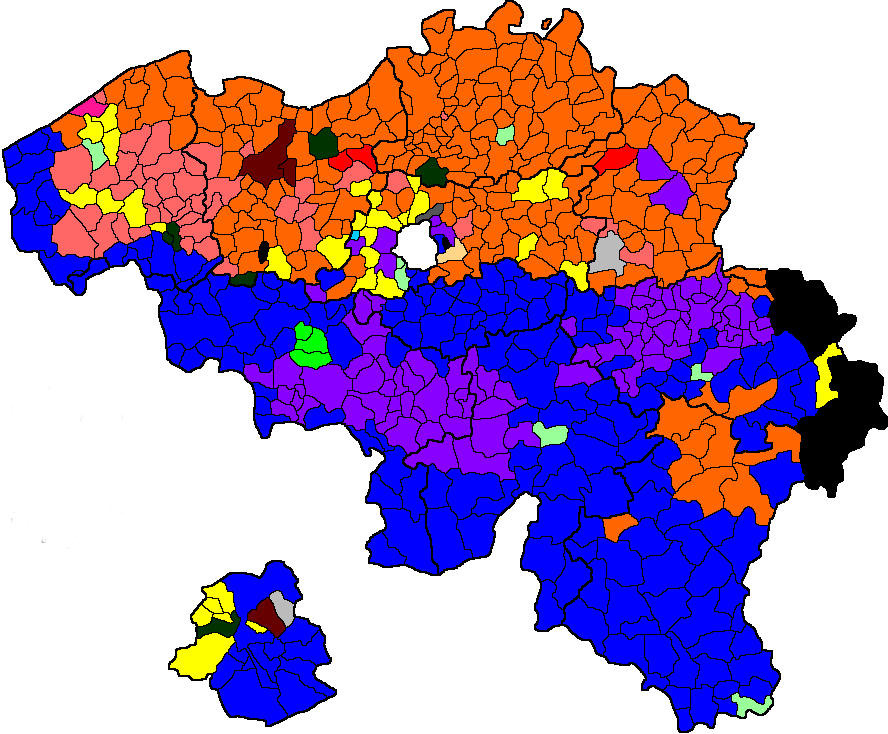
Deze kaart toont per gemeente welke groep buitenlanders (mensen zonder Belgisch paspoort) het grootst is. Gemeenten waar dit de Marokkanen zijn, zijn in het donkergroen ingekleurd. Klik op de afbeelding voor meer details.

De Marokkaanse gemeenschap in België leeft redelijk geconcentreerd. Een aantal gemeenten (bv. Vilvoorde, Antwerpen, Mechelen en heel wat deelgemeenten van Brussel) kennen grote aantallen Marokkanen, terwijl zij op andere plaatsen bijna niet aanwezig zijn. Er is echter sprake van een spreidingsbeweging; jonge Marokkanen vertrekken steeds meer uit de traditioneel Marokkaanse buurten.
De oorspronkelijke Marokkaanse gastarbeiders vestigden zich vooral in Brussel. In 1971 woonde 54,7% van de Marokkanen in de hoofdstad. Nog eens 15% vestigden zich in de provincie Antwerpen, waarvan de overgrote meerderheid (75%) in de stad Antwerpen. Ook de Belgische industrie- en mijnbekkens trokken veel Marokkanen aan. In 1971 woonde 8,1% in Limburg, 7,6% in Henegouwen en 6,3% in Luik.
Zoals al gezegd is er echter sprake van een lichte spreidingsbeweging. De jonge generatie, die veelal economisch beter gesteld is, trekt vaak weg uit de oude buurten. Daarom woonde in 2009 nog maar 47,9% van de Belgo-Marokkanen in Brussel. Als gevolg van de crisis in de mijn- en industriële sector dalen hun aantallen ook in Limburg (nog maar 3,4% in 2009) en Henegouwen (nog maar 6,2% in 2009). Provincies waar in de jaren zeventig bijna geen Marokkanen woonden, zoals West-Vlaanderen en Vlaams- en Waals-Brabant zien daarentegen een toename.

### Generaties
Op 1 januari 2009 was 55,2% van de Belgen van Marokkaanse herkomst in België geboren. Op 1 januari 2000 was dit 54,8%. Migratie vanuit Marokko blijft dus belangrijk voor de groei van de populatie.
Het merendeel van de Belgo-Marokkanen (59%) komt uit de tweede generatie. 66% van hen is jonger dan 20 jaar. Ongeveer 30% van de Belgo-Marokkanen zijn eerste generatie en 6,6% maakt deel uit van de "tussengeneratie". Zij zijn in Marokko geboren, maar tussen hun 6de en 17de levensjaar naar België geïmmigreerd.

### Geslacht
Het aandeel vrouwen in de Belgo-Marokkaanse bevolking is sinds 1960 statig gestegen. In 1961 waren er 42 vrouwen per 100 Marokkaanse mannen. De oorspronkelijke gastarbeiders waren immers voornamelijk mannen. Tien jaar later was deze verhouding al gestegen naar 61,5 per 100. Aan het begin van de jaren tachtig was ze al 80 vrouwen per 100 mannen. In 2009 waren er 94 vrouwen per 100 mannen.
Deze historische evolutie weerspiegelt zich ook in de leeftijdsverdeling van de Belgo-Marokkaanse vrouwen. Bij de min-25-jarigen zijn er bijna evenveel vrouwen als mannen. (Ook in de autochtone bevolking zijn mannen hier licht oververtegenwoordigd, omdat iets meer jongens dan meisjes geboren worden.) Bij oudere leeftijdsgroepen neemt het aandeel vrouwen echter steeds verder af. Zo zijn er in de groep 65-69-jarigen slechts 33,8 vrouwen per 100 mannen. Dit laatste gegeven is nog extremer als men het vergelijkt met de autochtone bevolking. Door de hogere levensverwachting bij vrouwen zijn hier immers meer vrouwelijke dan mannelijke 65-plussers.

### Joodse Marokkanen in België
Er wonen ongeveer 2.000 Joodse Marokkanen in België. In 1980 werd Albert Guigui opperrabbijn voor de Centraal Israëlitisch Consistorie van België benoemd. In 1944 te Meknes (Marokko) geboren, hij is vanuit Tanger in 1970 in België gekomen.

## Integratie

### Nationaliteit
Het is vrijwel onmogelijk van de Marokkaanse nationaliteit te verliezen. Marokkanen worden geacht hun koning een allégeance perpétuelle ("eeuwigdurende trouw") verschuldigd te zijn. Het is dus mogelijk om een verzoek te sturen uit de Marokkaanse nationaliteit ontslagen te worden, maar dit verzoek moet per ministerieel besluit worden ingewilligd en dat gebeurt erg zelden. Marokkanen kunnen dus in België naturaliseren, maar behouden daarbij de Marokkaanse nationaliteit. Omdat de kinderen van Marokkanen automatisch ook Marokkanen zijn, betekent dit dat ook de tweede generatie Marokkanen in België de Marokkaanse nationaliteit heeft.
Deze dubbele nationaliteit zorgt regelmatig voor controverse, niet alleen bij Marokkaanse, maar ook bij Turkse gemeenschap in België. Tegenstanders beweren dat het voor loyaliteitsproblemen zorgt. Daarom eiste Bob Van den Broeck (beleidsadviseur integratiedienst stad Antwerpen) in 2007 een verbod op de dubbele nationaliteit voor politici. Voorstanders, zoals de Turks-Belgische politicus Ergün Top, zien de dubbele nationaliteit daarentegen als integratiebevorderend: "Mensen die nog een emotionele band met hun herkomstland hebben, zullen sneller Belg worden als ze die band mogen behouden."
Het aannemen van de Belgische nationaliteit was lange tijd taboe bij de Belgo-Marokkanen. Veel van hen die ze wel hadden verzwegen dit voor kennissen en familie in Marokko, omdat die een Belgisch paspoort als een katholiek paspoort zagen. Tegenwoordig is dit taboe verdwenen. Het aantal in België verblijvende mensen met uitsluitend de Marokkaanse nationaliteit bereikte met 145.600 personen in 1991 haar hoogtepunt. Daarna begon het te dalen doordat steeds meer Marokkanen naturaliseerden, zeker na de snel-Belgwet van 2000. In dat jaar naturaliseerden 21.917 Marokkanen. Aan het einde van het jaar hadden nog maar 107.000 inwoners van België de Marokkaanse nationaliteit. Zelfs een toename van het migratiecijfer en van de natuurlijke bevolkingsgroei konden deze beweging niet compenseren. Sinds ongeveer 2004 lijkt het aantal mensen met uitsluitend de Marokkaanse nationaliteit zich echter te stabiliseren rond de 80.000. Desalniettemin naturaliseren nog steeds ongeveer 7000 Marokkanen per jaar. Dit aantal wordt gecompenseerd door migratie en (in mindere mate) natuurlijke bevolkingsgroei.
Ook in relatieve cijfers is het aantal mensen met (uitsluitend) de Marokkaanse nationaliteit afgenomen. Terwijl in 1991 slechts 10,7% van de mensen van Marokkaanse herkomst de Belgische nationaliteit had, was dit aan het einde van 2008, 77,5%.

### Identiteit
Bij een enquête uit 2015 bleek dat 60% van de Marokkaanse Belgen zich even Belgisch als Marokkaans voelden. Een verdere 17,1% voelde zich meer Belgisch dan Marokkaans en 15,7% voelde zich meer Marokkaans dan Belgisch. Kleine minderheden (minder dan 5%) voelden zich uitsluitend Belgisch of Marokkaans. Deze cijfers zijn verbeterd tegenover een vroeger onderzoek uit 2009. Toen voelde zich een meerderheid (55%) eerder Marokkaans dan Belgisch; slechts 20% even Belgisch als Marokkaans en 19% uitsluitend Marokkaans. Uit het onderzoek uit 2015 bleken ook enkele verbanden. Identificatie met België was gecorreleerd met actief zijn op de arbeidsmarkt, met het behaald hebben van een diploma hoger onderwijs en met een minder sterke religieuze identiteit (d.w.z. geen hoofddoek dragen, niet naar de moskee gaan, niet aangeven dat de religieuze identiteit is versterkt in de laatste tien jaar).
De sterkte van de identificatie met Marokko was in 2015 als volgt: 61,7% voelde zich "heel sterk" of "sterk" Marokkaans; 22,6% voelde zich "redelijk" Marokkaans; slechts 2,6% voelde zich "helemaal niet" Marokkaans. Vergeleken met de Turkse Belgen is de identificatie met het herkomstland bij de Marokkaanse Belgen minder sterk.
Er zijn regionale verschillen. Marokkanen in Vlaanderen voelen zich meer Marokkaans dan zij in Brussel en Wallonië. Ook lijken de Belgo-Marokkanen de Belgische communautaire zichtwijze te hebben overgenomen. In Vlaanderen vinden minder van hen de algemeen Belgische identiteit belangrijker dan de regionale (d.w.z. Vlaamse of Waalse): 17,9% in Vlaanderen tegenover 22,9% in Wallonië. Tegelijk vinden meer Vlaamse Belgo-Marokkanen de regionale identiteit belangrijker dan de algemeen Belgische: in Vlaanderen is dit 26,9%; in Wallonië 6%. In Brussel is de identificatie met de regio (boven het land) zelfs nog sterker.

### Regionale verschillen
Over het algemeen kan gesteld worden dat Marokkanen in Wallonië "beter" geïntegreerd zijn dan in Vlaanderen; Brussel neemt een tussenpositie in. Marokkaanse Belgen die in Wallonië woonachtig zijn, hebben meer kans een diploma hoger onderwijs te hebben, interesseren zich duidelijk meer voor de Belgische politiek en identificeren zich meer met België. Alleen de participatie op de arbeidsmarkt is beter in Vlaanderen. Dit is echter bij de autochtone bevolking ook het geval; het verschil in werkzaamheid tussen autochtonen en allochtonen is groter in Vlaanderen. Ook hebben Marokkanen in Wallonië meer kans het Frans te spreken dan in Vlaanderen het Nederlands. Gegeven het Franse koloniale verleden van Marokko kan dit op eerste zicht niet erg verwonderlijk zijn, maar hetzelfde verschil bestaat ook bij de Turkse Belgen, waar die verklaring dan niet geldt.
Voor dit fenomeen bestaan meerdere verklaringen. Ten eerste is het identiteitsbegrip in Vlaanderen anders dan in Franstalig België. Vlamingen identificeren zich vaker als Vlaming; Franstalige Belgen vaker als Belg of Brusselaar. De Vlaamse identiteit wordt echter als geslotener ervaren, terwijl de Belgische en Brusselse opener zijn (bron?). Anderzijds heerst in Franstalig België de Franse republikeinse identiteitsgedachte meer. Deze eist dat burgers zich alleen met de staat identificeren en daarnaast/-onder geen regionale (bv. Waalse) of etnische (bv. Marokkaanse) identiteit onderhouden. Het is daarom in Wallonië minder legitiem de etniciteit van herkomst te koesteren dan in Vlaanderen. In combinatie met de meer open Belgische identiteit zou dit kunnen verklaren waarom migranten en hun nakomelingen eerder geneigd zijn zich Belg te voelen in Wallonië dan in Vlaanderen.
Ten tweede is ook het publiek discours over migratie verschillend tussen Vlaanderen en Franstalig België. Door het succes van het Vlaams Belang/Blok
sinds 1980 zijn ook de andere partijen gedwongen meer aandacht aan migratie te besteden. Dit heeft ervoor gezorgd dat ook de kiezers meer aandacht aan migratie besteden. Migratie is dus gepolitiseerder in Vlaanderen. Het discours is daarenboven overwegend negatief. In Franstalig België is migratie veel minder een aandachtspunt en als het dat wel is, is het discours meer pro-migratie. Dit opinie-verschil komt mogelijk door het feit dat migratie in Wallonië een langere geschiedenis kent. Bovendien begon de migratie in Wallonië met Zuid-Europeanen; Vlaanderen werd onmiddellijk geconfronteerd met de immigratie van niet-Europeanen. Het staat echter niet vast dat dat de reden is.
Ook beleidsverschillen dragen mogelijk bij aan het integratieverschil. In Vlaanderen is het integratiebeleid strenger; onder andere is het inburgeringstraject verplicht. In Brussel en Wallonië is de aanpak zachter. Dit strengere beleid heeft mogelijk een averechts effect, doordat het mensen het gevoel geeft dat ze niet geaccepteerd zijn.
Een verklaring die vaak wordt geopperd, maar onwaarschijnlijk lijkt, is dat de residentiële concentratie (hoezeer leden van bepaalde etnische groepen bij elkaar wonen) verantwoordelijk is voor de integratieverschillen tussen de gewesten. Deze is inderdaad lager in Wallonië dan in Vlaanderen, maar ook lager in Vlaanderen dan in Brussel. Dit gaat in tegen de tussenpositie die Brussel inneemt qua integratie. Ook internationaal onderzoek vindt geen duidelijk verband tussen residentiële concentratie en slechte integratie. Onder bepaalde omstandigheden en op bepaalde vlakken kan concentratie zelfs integratiebevorderend werken.

### Politiek
Enkele Belgische parlements- en/of regeringsleden van Marokkaans afkomst

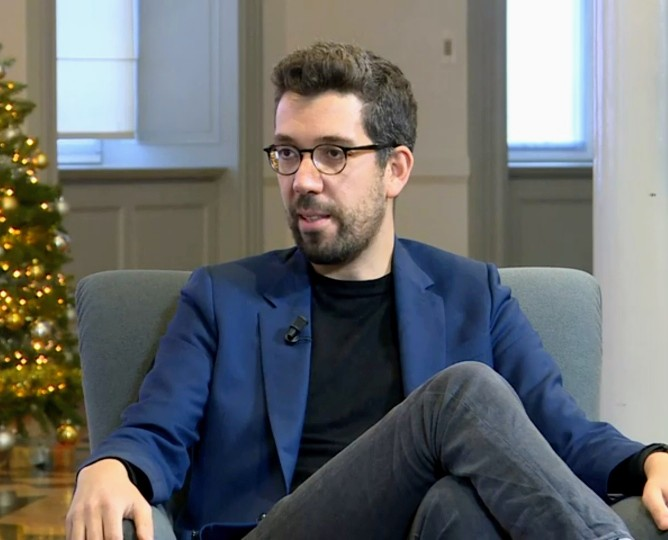
Imade Annouri
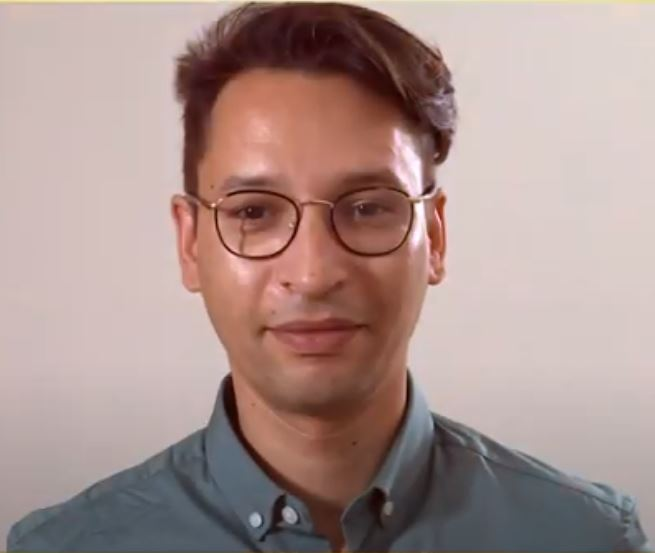
Fourat Ben Chikha
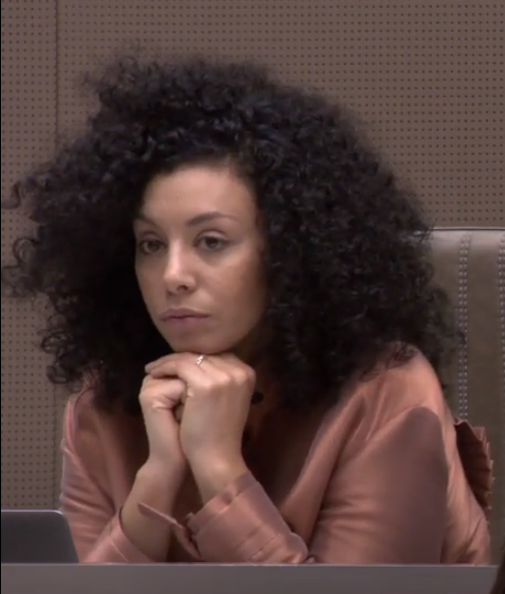
Sihame El Kaouakibi
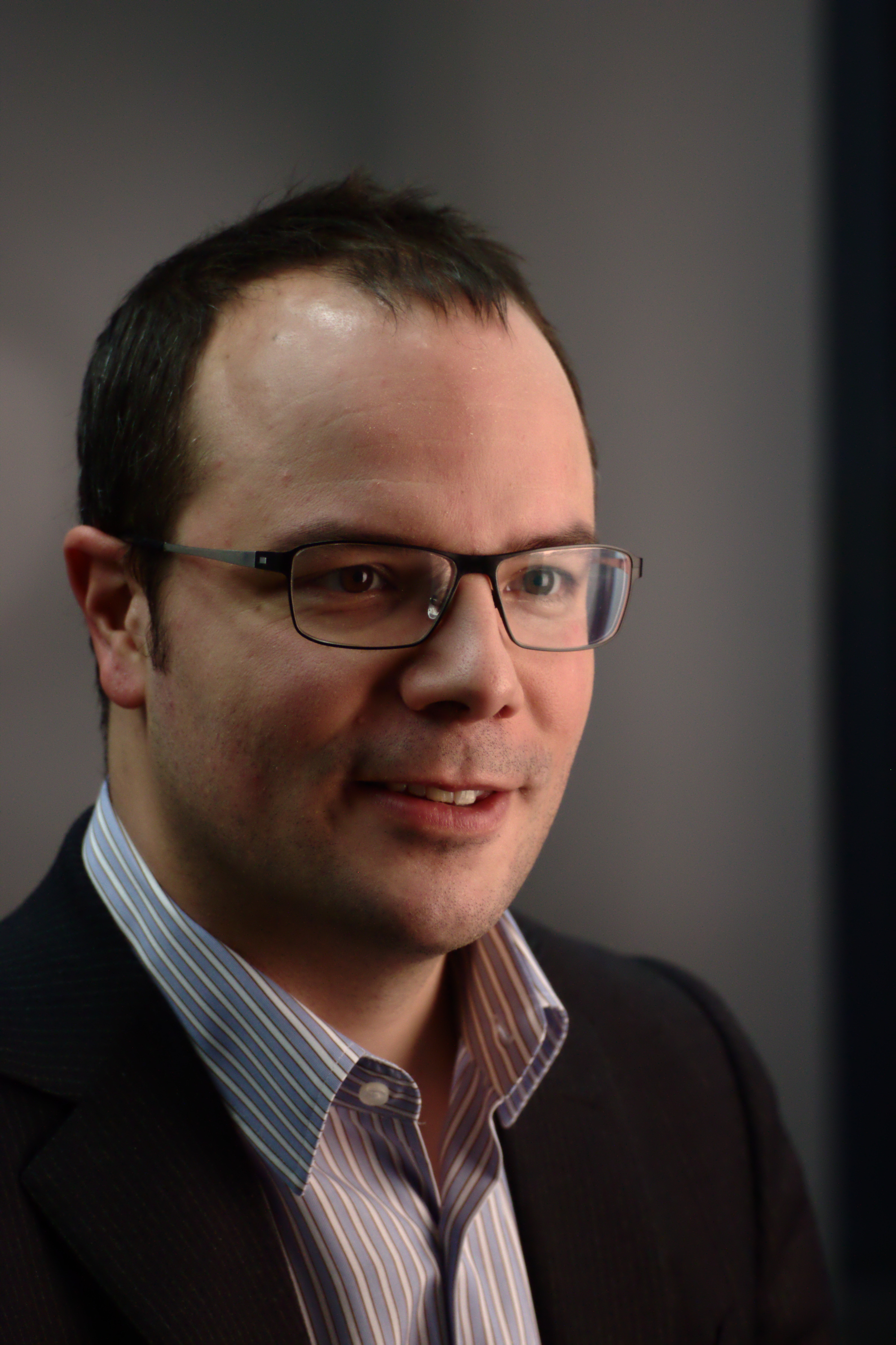
Saïd El Khadraoui
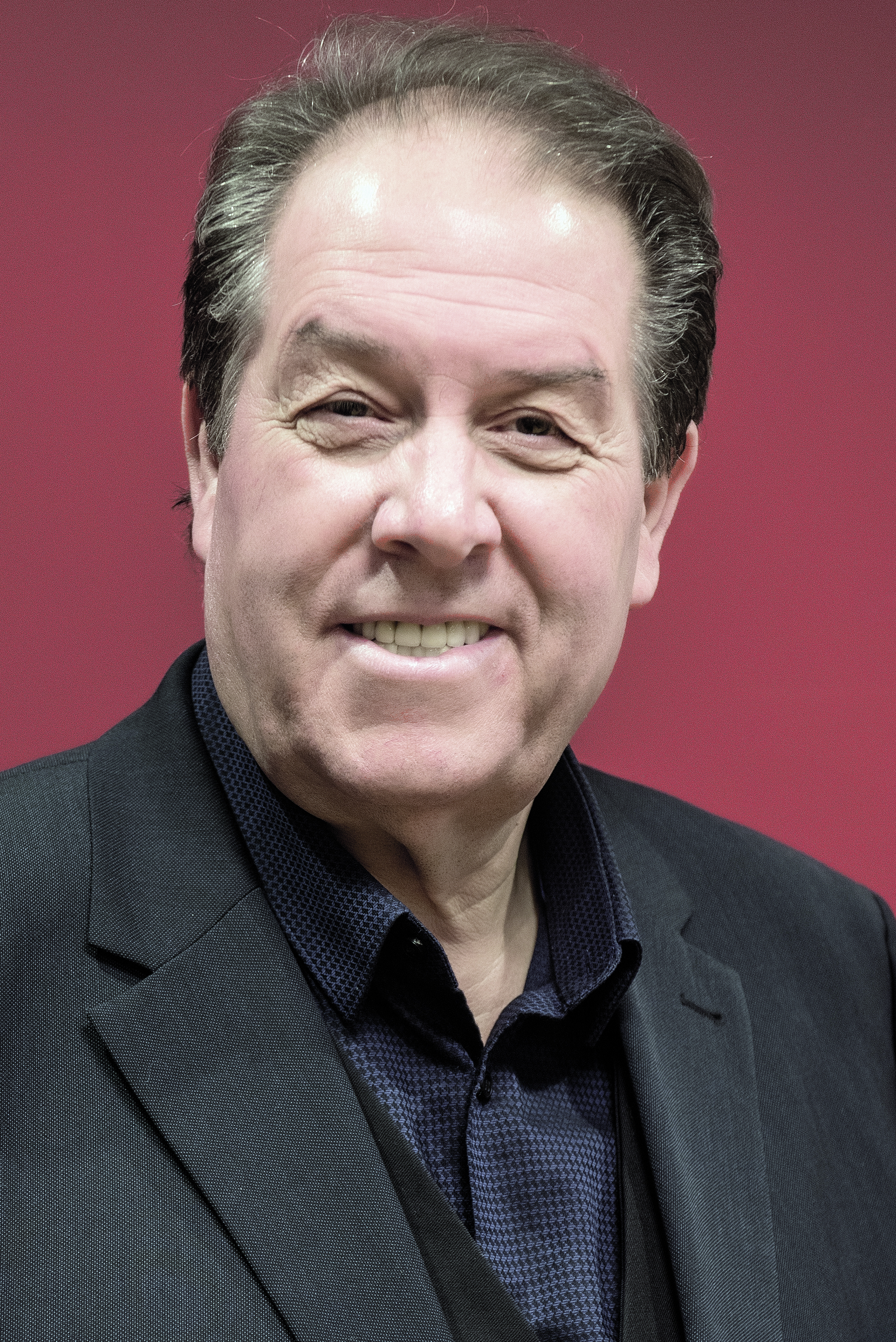
Ahmed El Ktibi
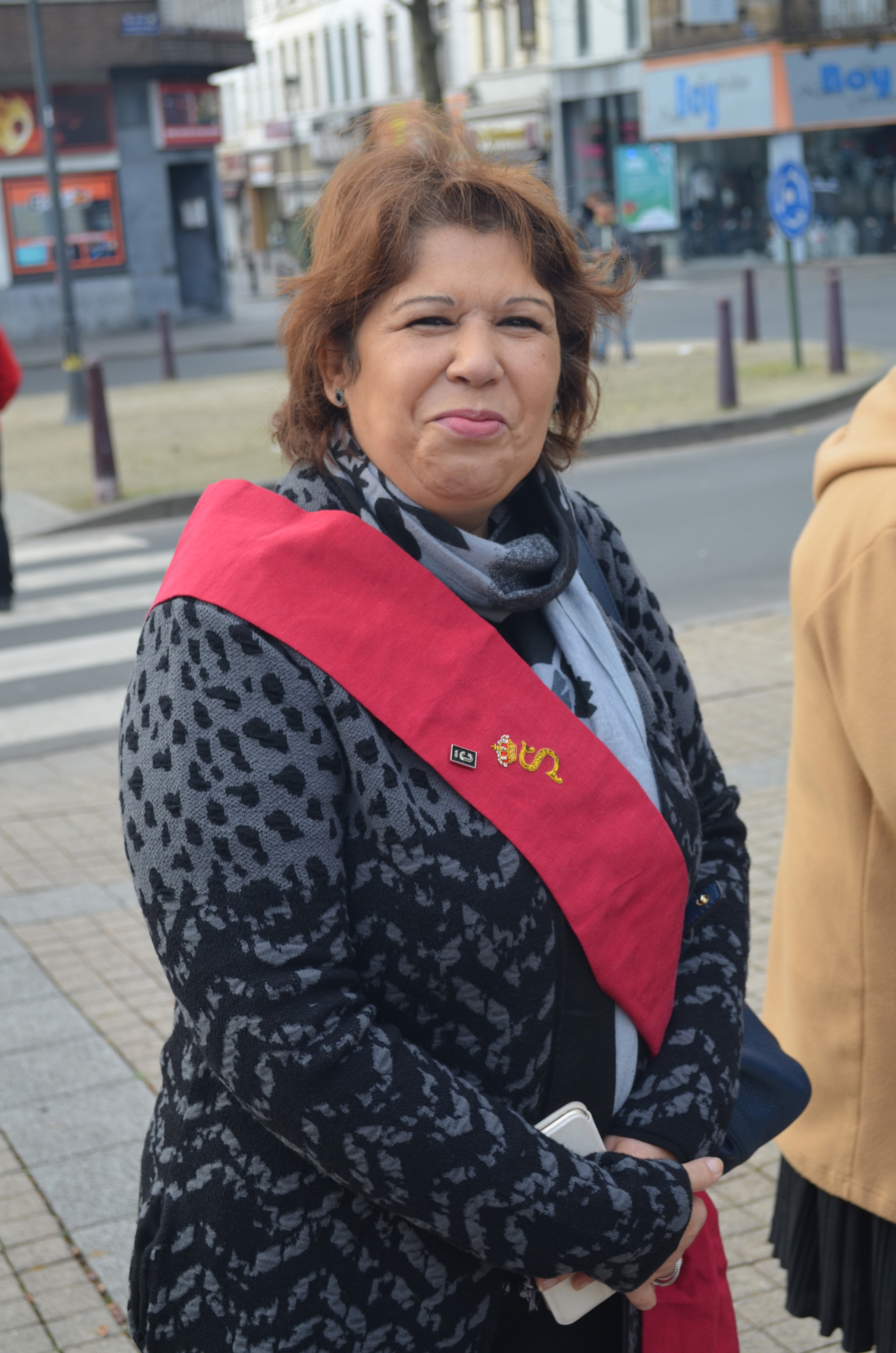
Latifa Gahouchi
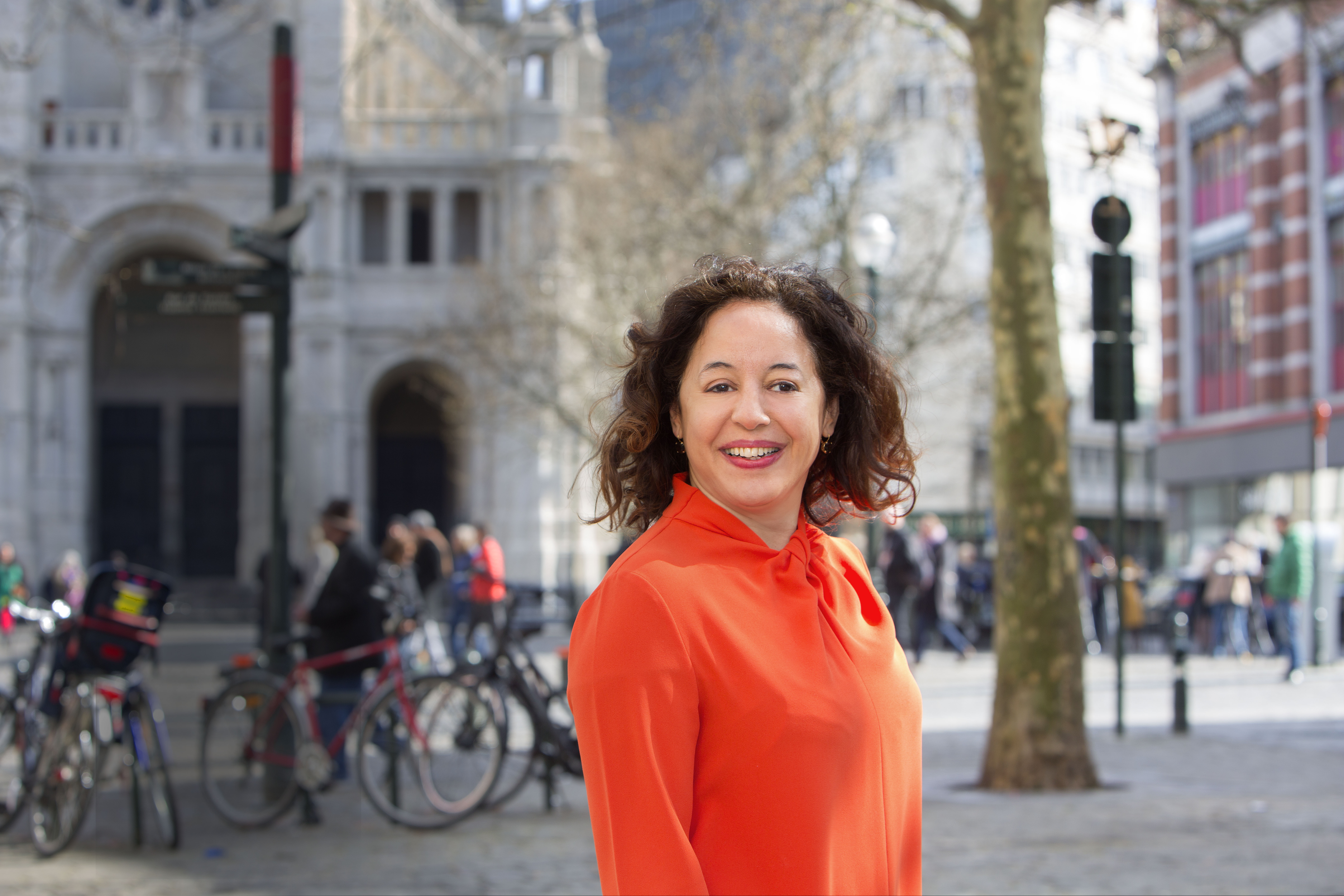
Yamila Idrissi
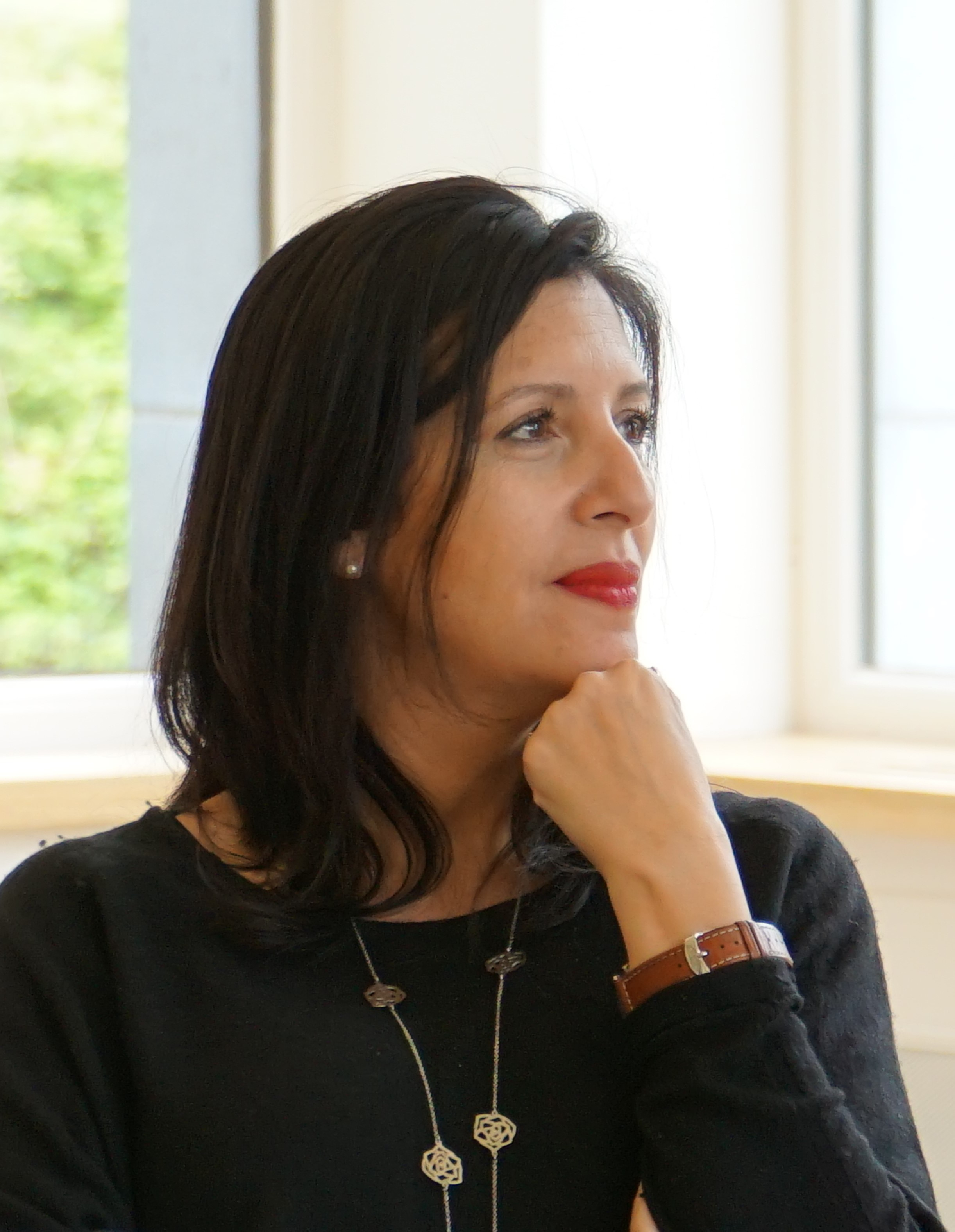
Zakia Khattabi
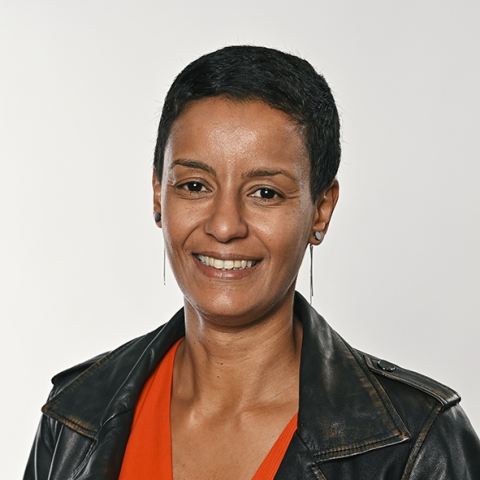
Meryame Kitir
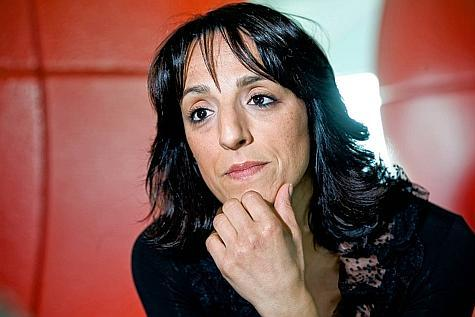
Fadila Laanan
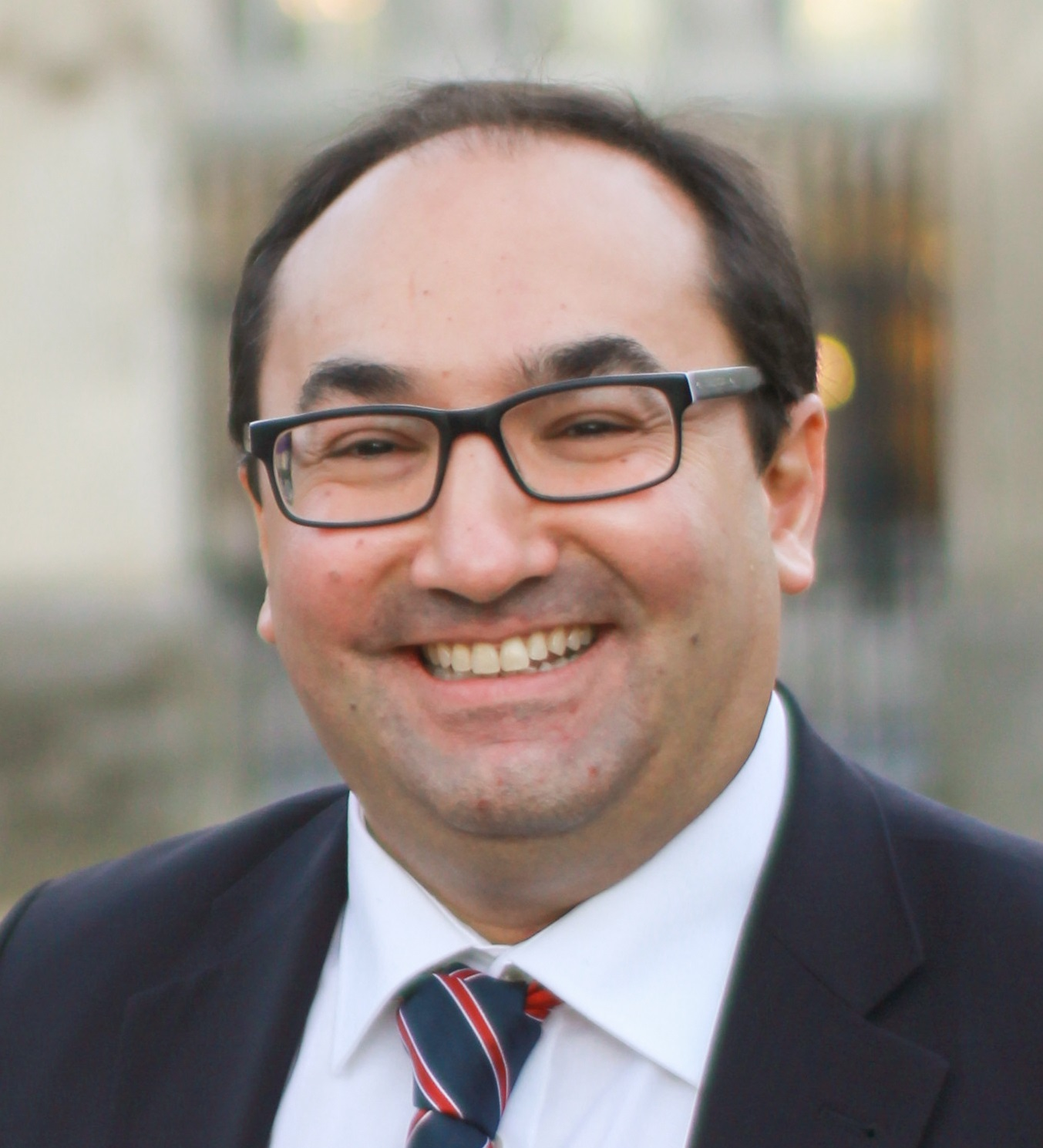
Ahmed Laaouej
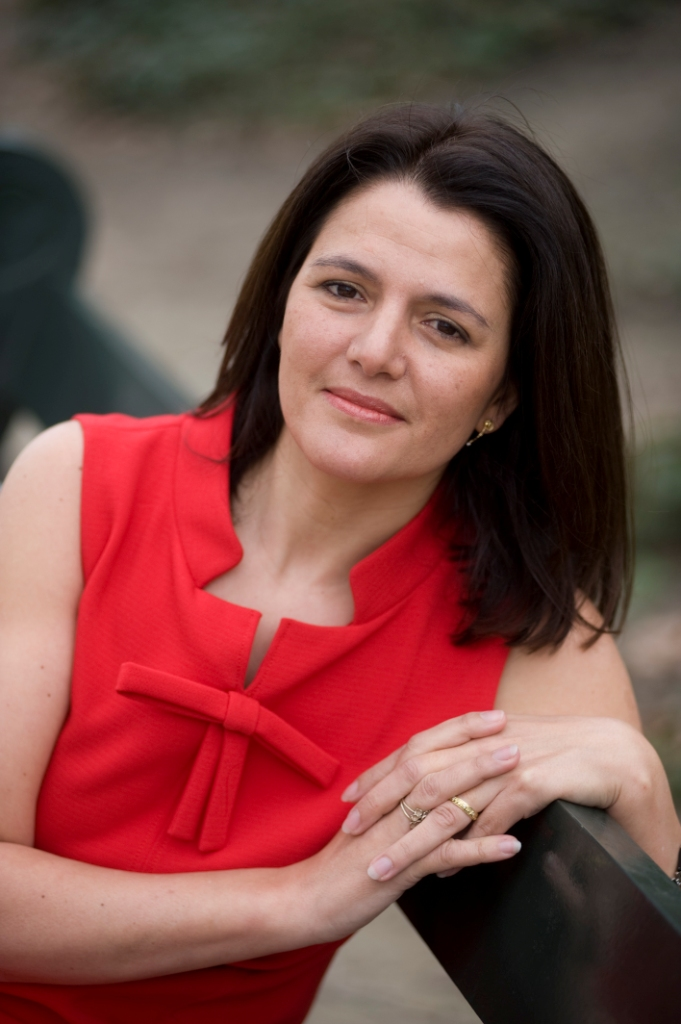
Nahima Lanjri
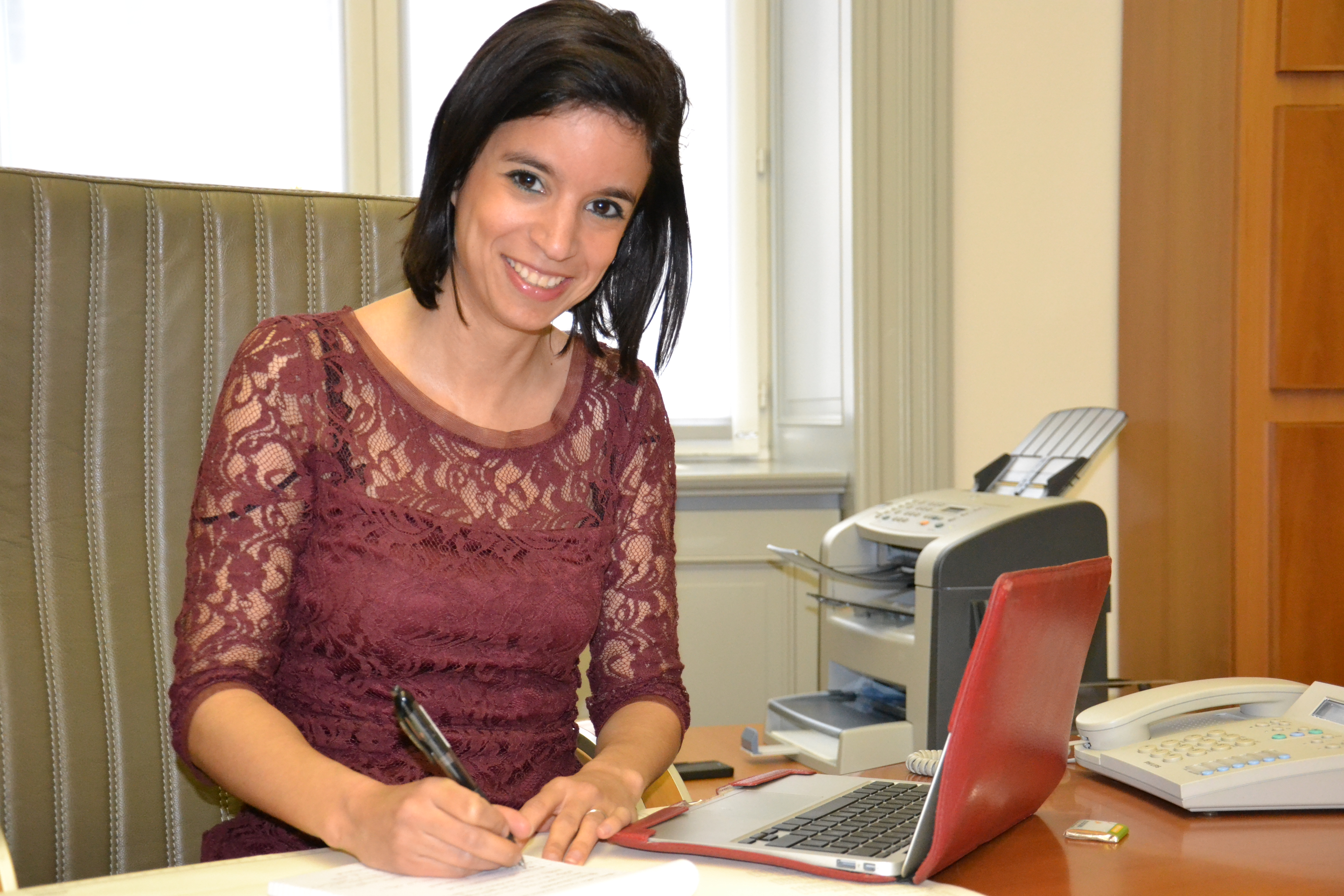
Nadia Sminate
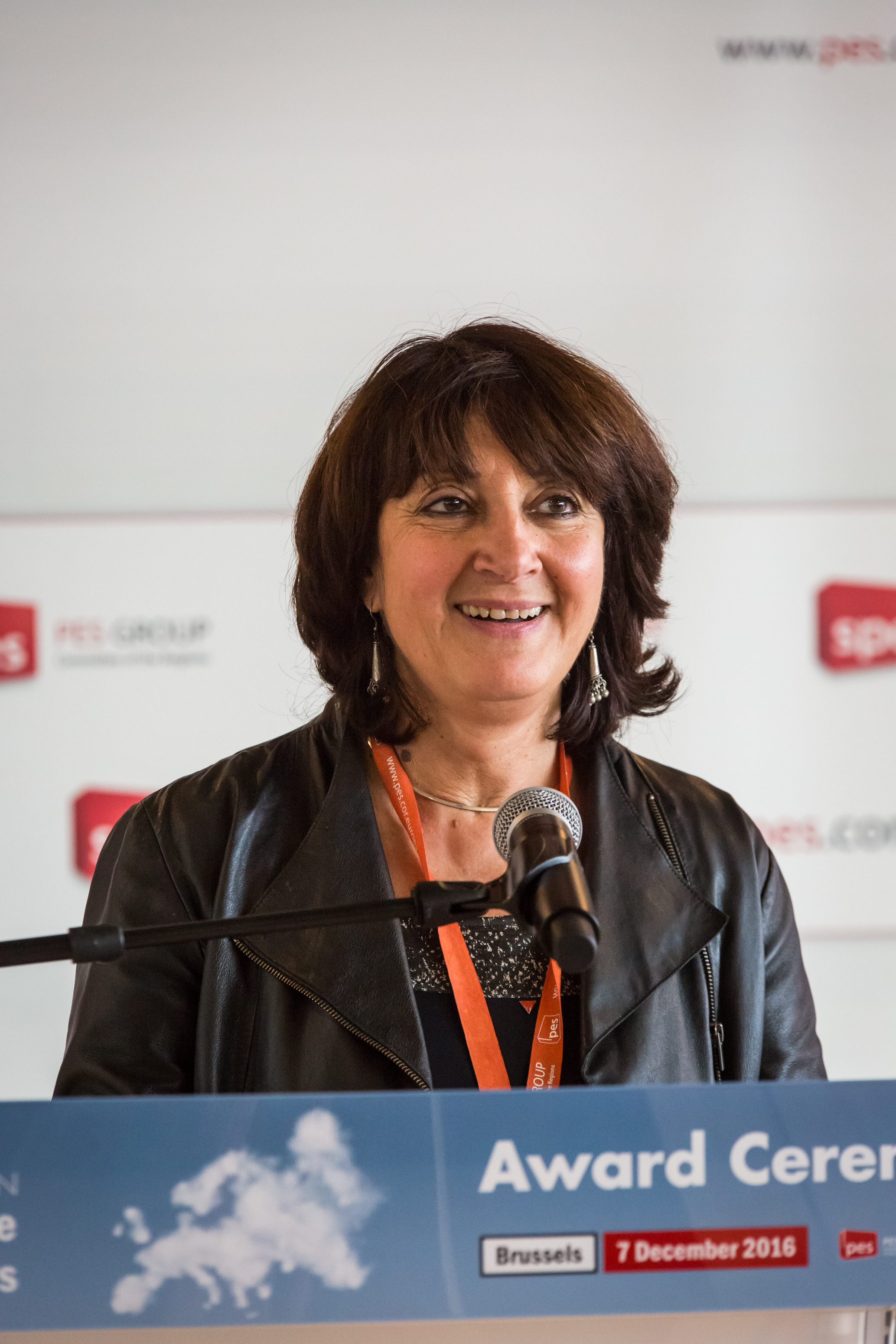
Olga Zrihen

### Andere bekende Belgisch Marokkanen

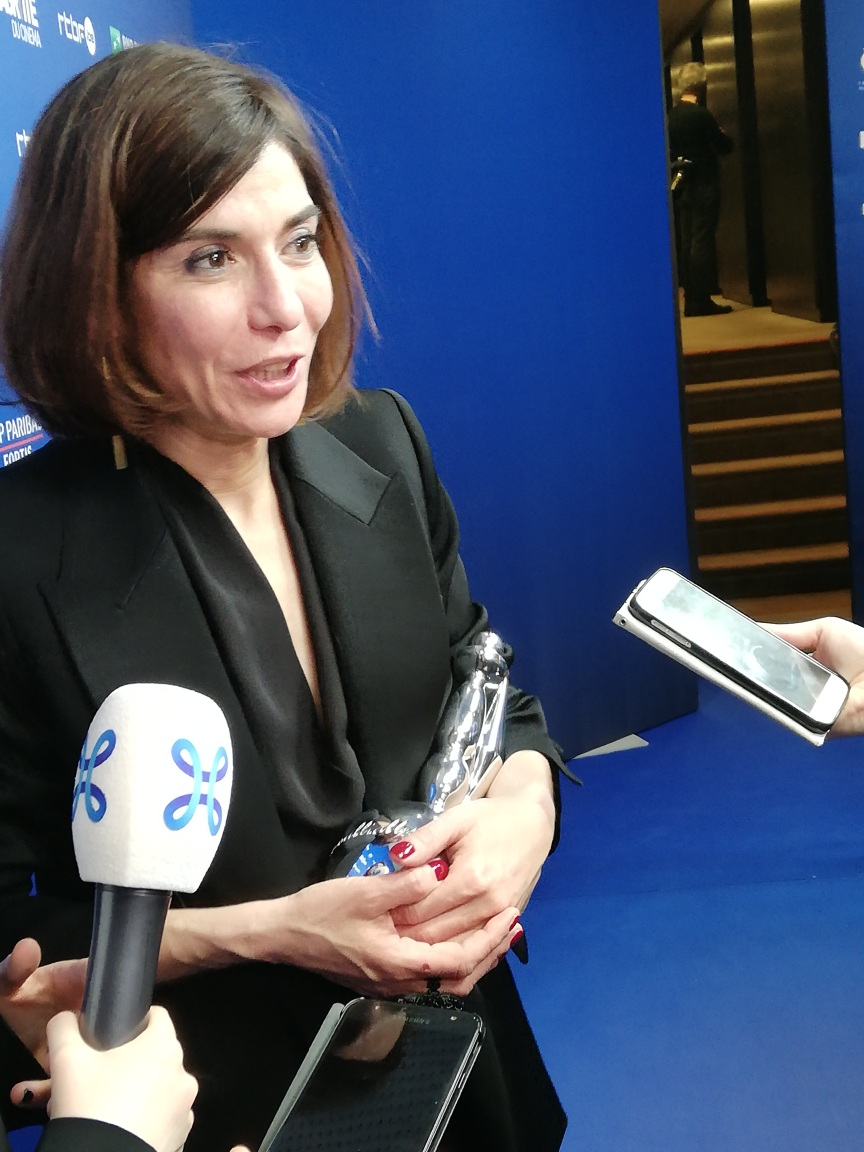
Lubna Azabal
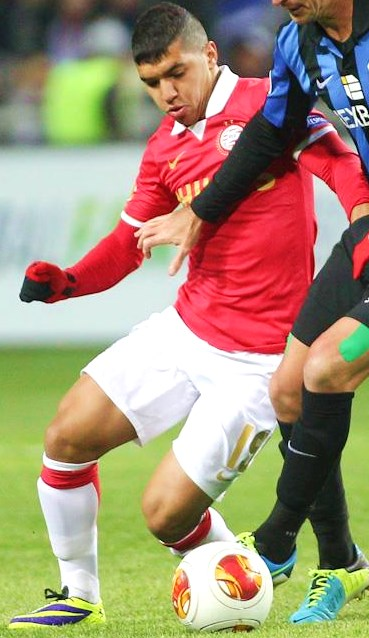
Zakaria Bakkali
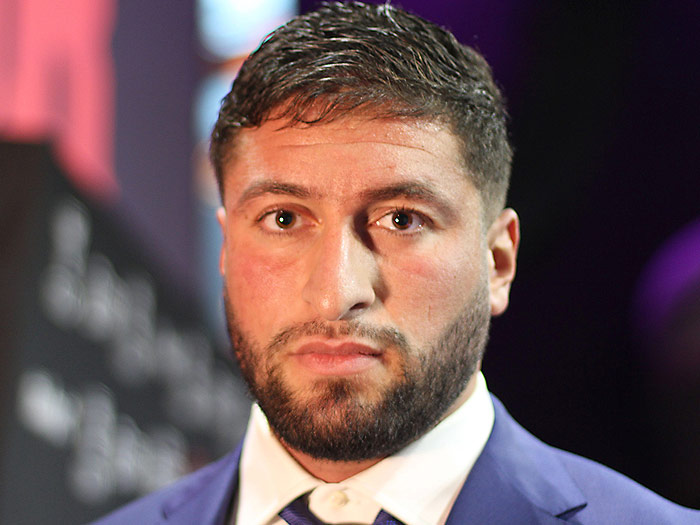
Jamal Ben Saddik
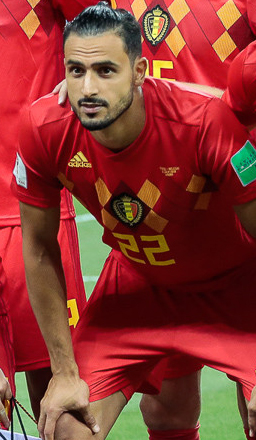
Nacer Chadli
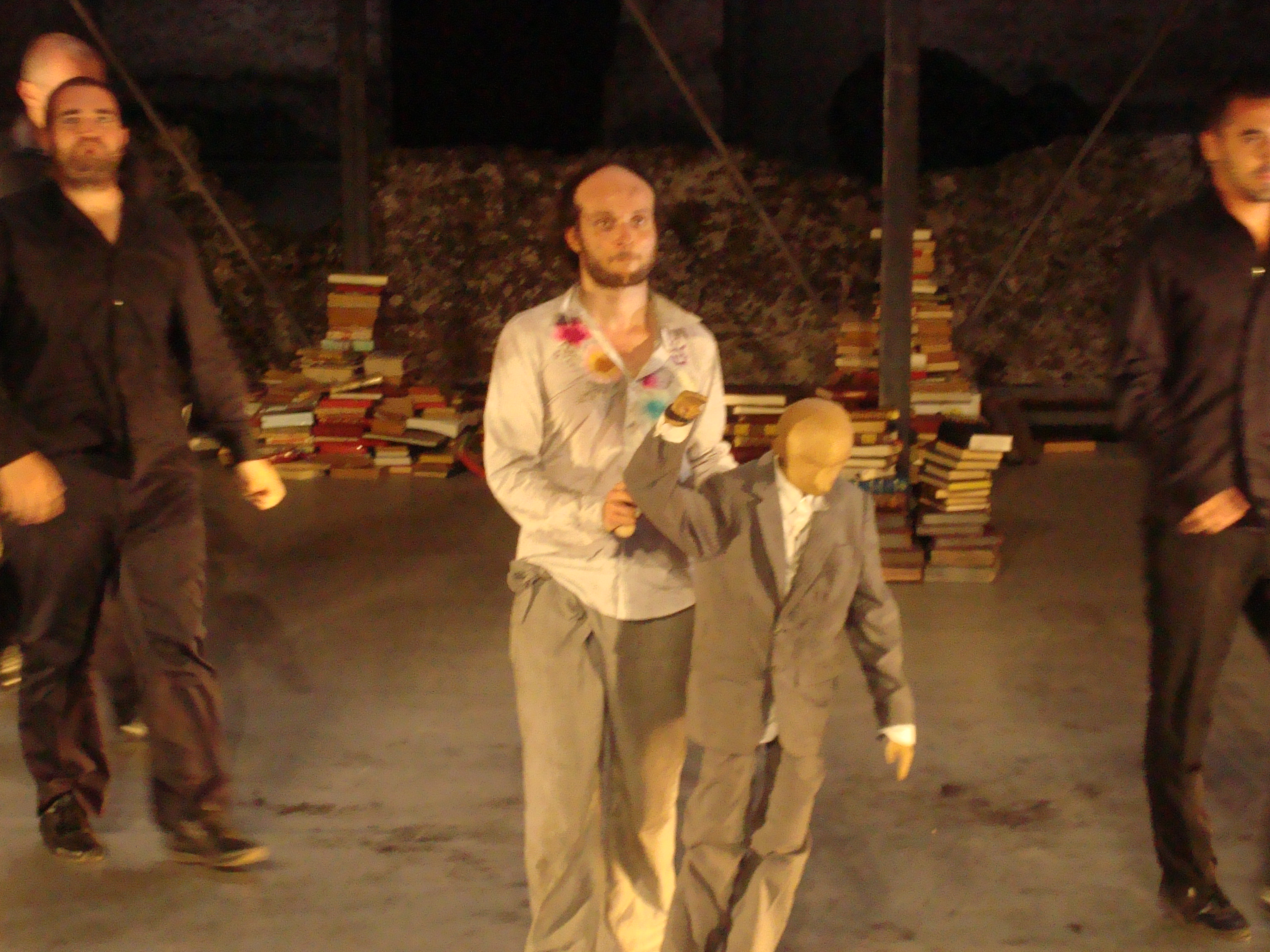
Sidi Larbi Cherkaoui
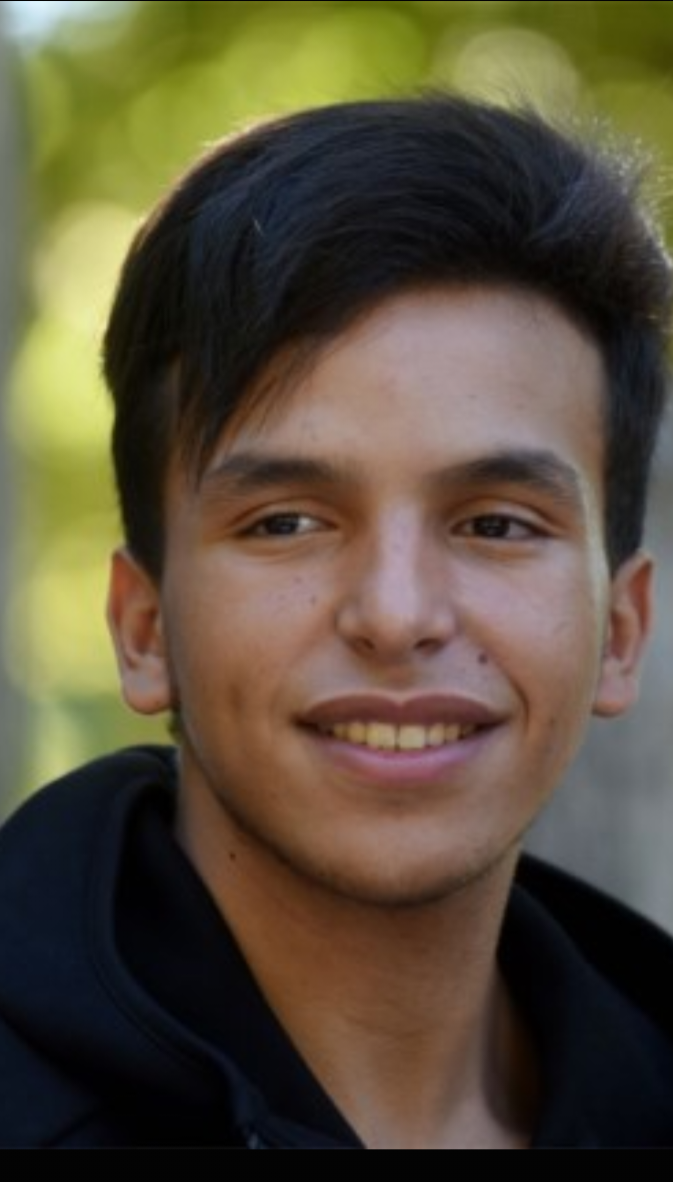
Soufiane Eddyani
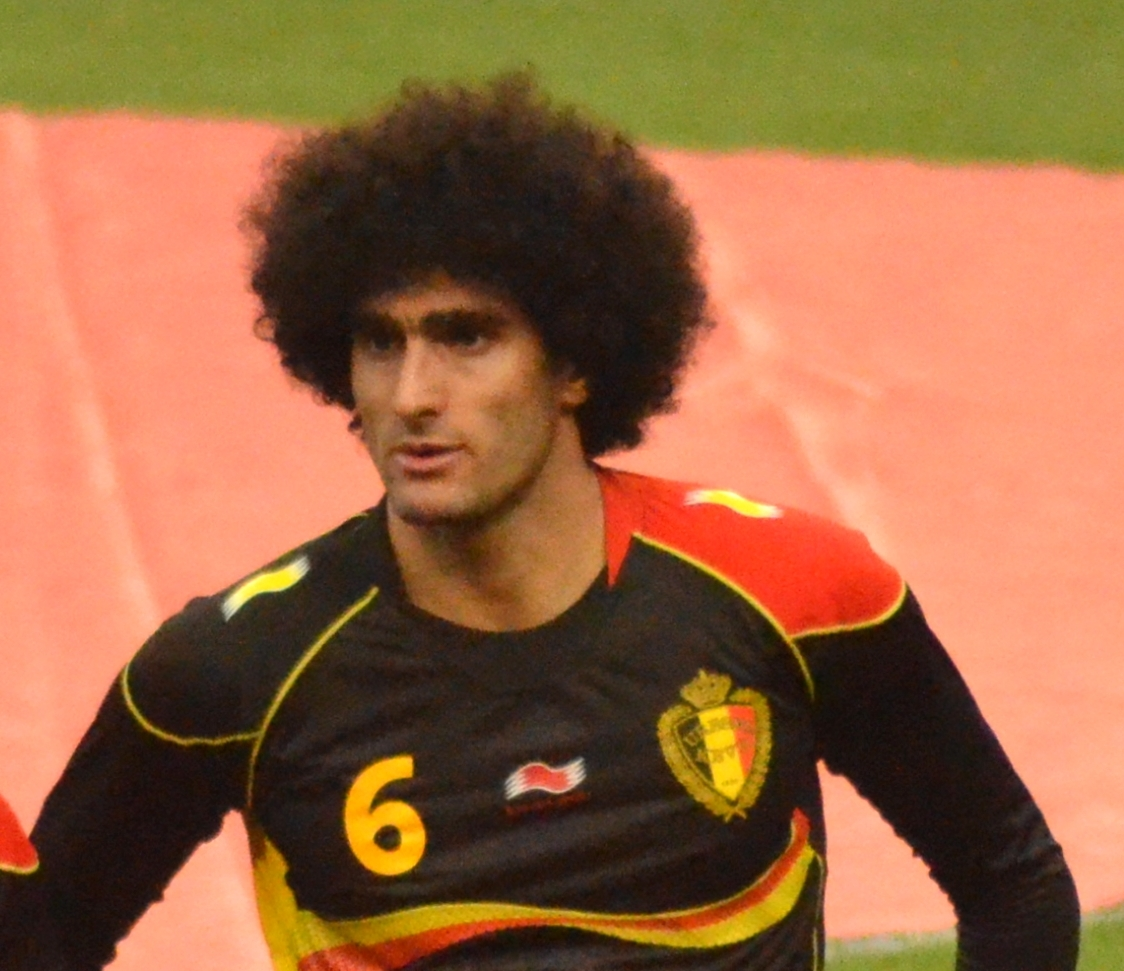
Marouane Fellaini
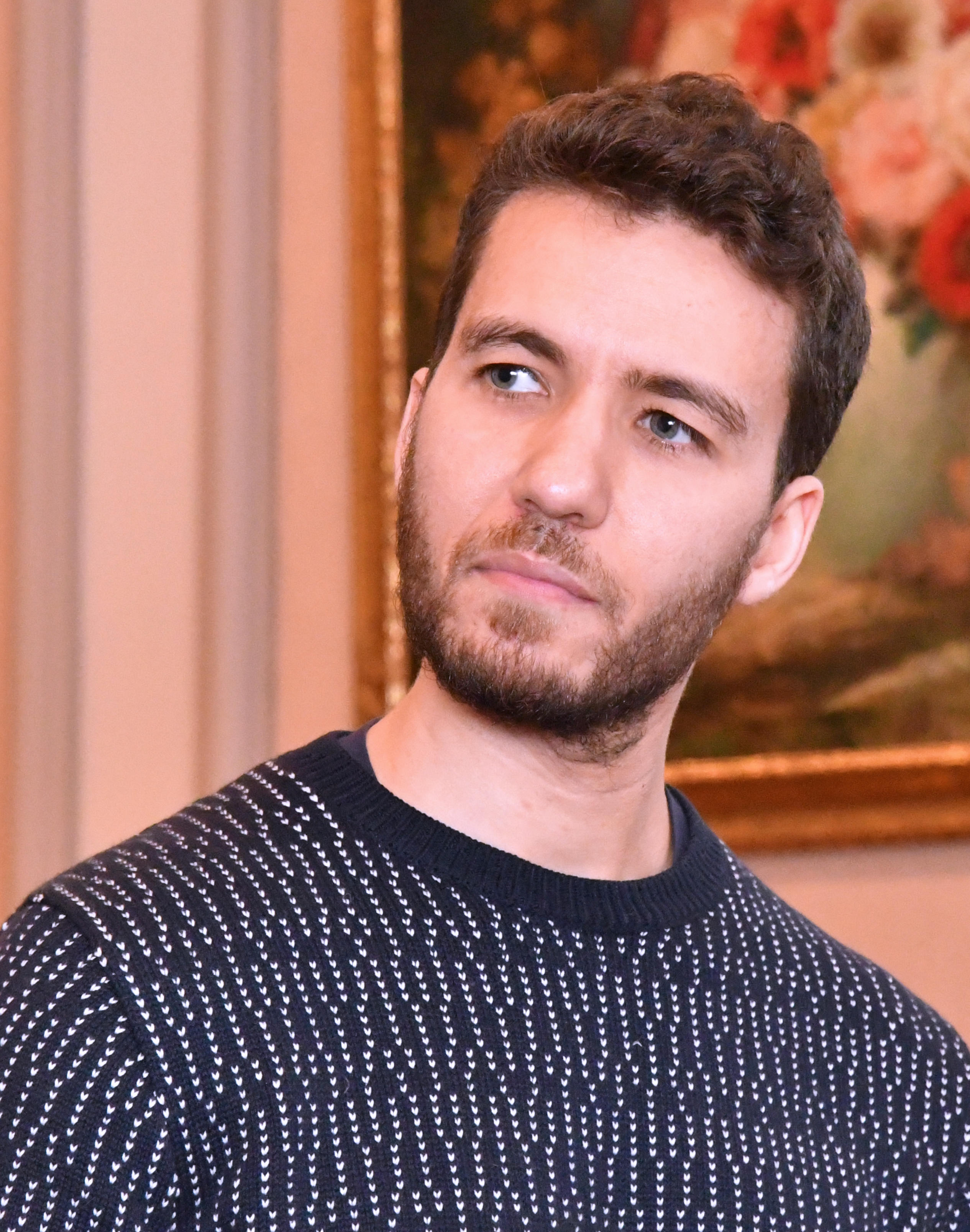
Ish Ait Hamou
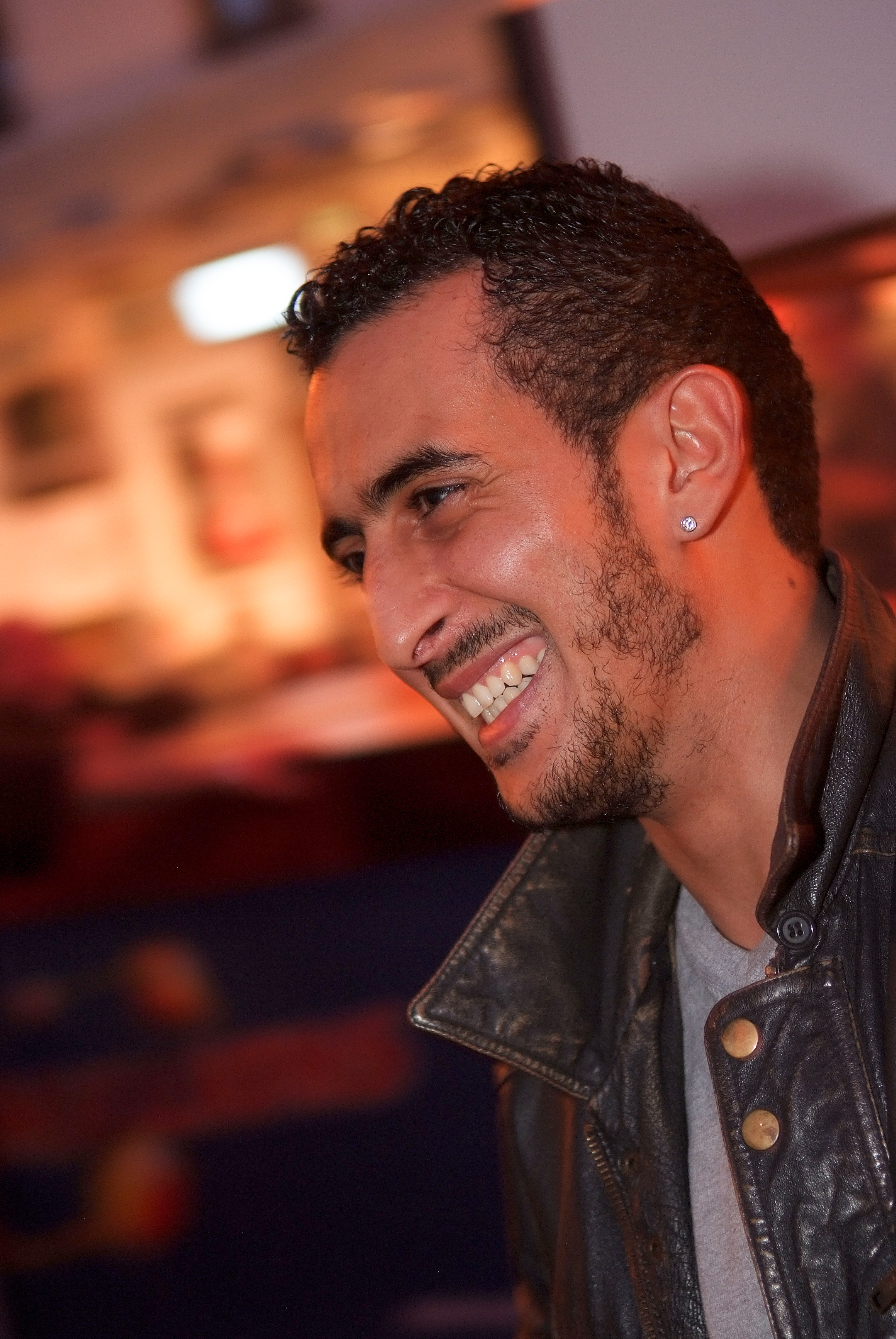
Mourade Zeguendi

- Michel Qissi
- Hamza (rapper)
- Bilal El Khannous

## Discriminatie
Bij een enquête uit 2015 gaf de helft van de bevraagde Marokkanen aan slachtoffer geweest te zijn van discriminatie, hoofdzakelijk op het werk, of op de straat. In de meeste gevallen gaven zij afkomst en huidskleur, in mindere mate ook het geloof en de kleding (bv. de hoofddoek) als redenen voor de discriminatie aan. Opvallend was, dat in België geboren mensen en mensen met een diploma hoger onderwijs vaker aangaven te zijn gediscrimineerd. Hoger opgeleiden worden dus mogelijk meer blootgesteld worden aan discriminatie ofwel signaleren ze dit sneller.
Slechts een kleine minderheid van de bevraagde Marokkanen gaven aan ooit een klacht wegens discriminatie te hebben ingediend. De bevraagden hadden het gevoel dat het indienen van een klacht toch geen nut heeft. Een minderheid (20%) gaf tevens aan dat de procedures te omslachtig zijn.